# Olympische Sommerspiele 1988/Kanu – Zweier-Canadier 500 m (Männer)
Die Wettkämpfe im Zweier-Canadier über 500 Meter bei den Olympischen Sommerspielen 1988 wurden vom 26. bis 30. September auf der Misari Regattastrecke ausgetragen.
Olympiasieger wurde das sowjetische Team.

## Ergebnisse

### Vorläufe
Die jeweils ersten drei Boote qualifizierten sich direkt für das Halbfinale, die restlichen Boote für die Hoffnungsläufe.

#### Vorlauf 1
| Rang | Athleten                          | Nation              | Zeit        |
| ---- | --------------------------------- | ------------------- | ----------- |
| 1    | Dejan Bonew Petar Boschilow       | Bulgarien           | 1:44,53 min |
| 2    | Hartmut Faust Wolfram Faust       | BR Deutschland      | 1:46,52 min |
| 3    | Enrique Míguez Narciso Suárez     | Spanien             | 1:48,75 min |
| 4    | Guo Daen Ke Hua                   | Volksrepublik China | 1:56,02 min |
| 5    | Choi Chang-Hwan Park Gyeong-Cheol | Südkorea            | 2:01,08 min |

#### Vorlauf 2
| Rang | Athleten                            | Nation           | Zeit        |
| ---- | ----------------------------------- | ---------------- | ----------- |
| 1    | Marek Dopierała Marek Łbik          | Polen            | 1:43,09 min |
| 2    | Philippe Renaud Joël Bettin         | Frankreich       | 1:43,83 min |
| 3    | Christian Frederiksen Arne Nielsson | Dänemark         | 1:43,92 min |
| 4    | Petr Procházka Alan Lohniský        | Tschechoslowakei | 1:46,30 min |
| 5    | Andrew Train Stephen Train          | Großbritannien   | 1:46,95 min |
| 6    | Tsunehisa Uchino Kiyoto Inoue       | Japan            | 1:48,90 min |

#### Vorlauf 3
| Rang | Athleten                           | Nation             | Zeit        |
| ---- | ---------------------------------- | ------------------ | ----------- |
| 1    | Alexander Schuck Thomas Zereske    | DDR                | 1:42,67 min |
| 2    | Victor Reneischi Nicolae Juravschi | Sowjetunion        | 1:42,80 min |
| 3    | János Sarusi Kis István Vaskuti    | Ungarn             | 1:43,16 min |
| 4    | Grigore Obreja Gheorghe Andriev    | Rumänien           | 1:44,91 min |
| 5    | David Frost Eric Smith             | Kanada             | 1:46,93 min |
| 6    | Rodney McLain Bruce Merritt        | Vereinigte Staaten | 1:51,48 min |

### Hoffnungsläufe
Die ersten drei Boote der Hoffnungsläufe erreichten das Halbfinale.

#### Hoffnungslauf 1
| Rang | Athleten                    | Nation              | Zeit        |
| ---- | --------------------------- | ------------------- | ----------- |
| 1    | Andrew Train Stephen Train  | Großbritannien      | 1:52,63 min |
| 2    | David Frost Eric Smith      | Kanada              | 1:53,07 min |
| 3    | Rodney McLain Bruce Merritt | Vereinigte Staaten  | 1:53,36 min |
| 4    | Guo Daen Ke Hua             | Volksrepublik China | 1:53,69 min |

#### Hoffnungslauf 2
| Rang | Athleten                          | Nation           | Zeit        |
| ---- | --------------------------------- | ---------------- | ----------- |
| 1    | Petr Procházka Alan Lohniský      | Tschechoslowakei | 1:50,23 min |
| 2    | Grigore Obreja Gheorghe Andriev   | Rumänien         | 1:50,44 min |
| 3    | Tsunehisa Uchino Kiyoto Inoue     | Japan            | 1:55,13 min |
| 4    | Choi Chang-Hwan Park Gyeong-Cheol | Südkorea         | 2:05,58 min |

### Halbfinalläufe
Die ersten drei Boote der Halbfinals erreichten das Finale.

#### Halbfinale 1
| Rang | Athleten                        | Nation         | Zeit        |
| ---- | ------------------------------- | -------------- | ----------- |
| 1    | János Sarusi Kis István Vaskuti | Ungarn         | 1:45,91 min |
| 2    | Philippe Renaud Joël Bettin     | Frankreich     | 1:45,99 min |
| 3    | Dejan Bonew Petar Boschilow     | Bulgarien      | 1:48,60 min |
| 4    | Andrew Train Stephen Train      | Großbritannien | 1:50,31 min |
| 5    | Tsunehisa Uchino Kiyoto Inoue   | Japan          | 1:50,89 min |

#### Halbfinale 2
| Rang | Athleten                           | Nation             | Zeit        |
| ---- | ---------------------------------- | ------------------ | ----------- |
| 1    | Victor Reneischi Nicolae Juravschi | Sowjetunion        | 1:45,16 min |
| 2    | Marek Dopierała Marek Łbik         | Polen              | 1:49,06 min |
| 3    | Petr Procházka Alan Lohniský       | Tschechoslowakei   | 1:50,14 min |
| 4    | Enrique Míguez Narciso Suárez      | Spanien            | 1:50,63 min |
| 5    | Rodney McLain Bruce Merritt        | Vereinigte Staaten | 1:53,32 min |

#### Halbfinale 3
| Rang | Athleten                            | Nation         | Zeit        |
| ---- | ----------------------------------- | -------------- | ----------- |
| 1    | Alexander Schuck Thomas Zereske     | DDR            | 1:46,07 min |
| 2    | Grigore Obreja Gheorghe Andriev     | Rumänien       | 1:46,25 min |
| 3    | Christian Frederiksen Arne Nielsson | Dänemark       | 1:47,24 min |
| 4    | Hartmut Faust Wolfram Faust         | BR Deutschland | 1:47,70 min |
| 5    | David Frost Eric Smith              | Kanada         | 1:49,92 min |

### Finale
| Rang | Athleten                            | Nation           | Zeit        |
| ---- | ----------------------------------- | ---------------- | ----------- |
| 1    | Victor Reneischi Nicolae Juravschi  | Sowjetunion      | 1:41,77 min |
| 2    | Marek Dopierała Marek Łbik          | Polen            | 1:43,61 min |
| 3    | Philippe Renaud Joël Bettin         | Frankreich       | 1:43,81 min |
| 4    | Dejan Bonew Petar Boschilow         | Bulgarien        | 1:44,32 min |
| 5    | Alexander Schuck Thomas Zereske     | DDR              | 1:44,36 min |
| 6    | János Sarusi Kis István Vaskuti     | Ungarn           | 1:44,85 min |
| 7    | Grigore Obreja Gheorghe Andriev     | Rumänien         | 1:45,84 min |
| 8    | Christian Frederiksen Arne Nielsson | Dänemark         | 1:45,90 min |
| 9    | Petr Procházka Alan Lohniský        | Tschechoslowakei | 1:51,00 min |

## Weblink
- Ergebnisse